# Naše kolo veliko
Naše kolo veliko je glazbeni album, splet hrvatskih dječjih folklornih pjesama prema izboru folklorista Gorana Kneževića, izdan 2003. u Zagrebu. Album objedinjuje izvedbe dječjih narodnih popijevki s područja Baranje, Hrvatskoga zagorja, Međimurja, Podravine, Posavine, Slavonije, Turopolja, Zagreba i okolice (Zagrebačka županija).
Pjesme na albumu otpjevali su Ante Romić, Branko Dobravc, Domagoj Vrbanović, Morana Varović, Antonija Vrbanović, Martina Bukić, Marina Orešković, Ines Kravaršćan i Ana Pavičić, dok je violinske dionice izveo Goran Kekić.
Zastupljene skladbe (popijevke)
1. Mali bratec Ivo (Međimurje)
2. Šećem, šećem drotičko (Međimurje)
3. Oj, suza suzena (Međimurje)
4. Cin, can cvrgudan (Međimurje)
5. Oj, na, na, na (Međimurje)
6. Vrapček se je ženil (Međimurje)
7. Srečali smo mravlju (Međimurje)
8. Zginula je pikuša (Međimurje)
9. Žuglej ga, žuglej (Hrvatsko zagorje)
10. Diri, diri tago (okolica Samobora)
11. Sova sedi (okolica Samobora)
12. Miš posije proju (Baranja)
13. Cunrege - ica- ica (Podravina)
14. Birajmo si frajlicu (Podravina)
15. Kvocalica (Podravina)
16. Sedi maček (Hrvatsko zagorje)
17. Loza vinova (Posavina)
18. Škanjec (Posavina)
19. Imala sam puža (Posavina)
20. Burmutica (Posavina)
21. Djeca bi se igrala (Posavina)
22. Igra kolo (Slavonija)
23. Biber gora (Slavonija)
24. Oj, ptičice (Slavonija)
25. Ja imado (Slavonija)
26. Na drvenom konjicu (Slavonija)
27. Mi smo djeca vesela (Slavonija)
28. Lutko, ma (Zagreb)
29. Novo leto (Hrvatsko zagorje)
30. Nebo daj oku - Sv. Tri kralja (Hrvatsko zagorje)
31. Oj, ulice baulice - Svijećnica (Baranja)
32. Faljen Isus - Svijećnica (okolica Zagreba)
33. Tu za repu - Poklade (Međimurje)
34. Jurjevo (Turopolje)
35. Pisana nedjelja (Međimurje)
36. Križarice (Slavonija)
37. Sveti Niko (č. s. L. Kozinović)
38. Sveti Niko ide (č. s. L. Kozinović)
39. Nikoljansko večer (č. s. L. Kozinović)
40. Bog nam daj dobro (Međimurje)
41. Zdravo djevice (Međimurje)
42. Dvanajsta je sad vura (okolica Sv. Ivana Zeline)
43. Na tom mladom letu (okolica Zagreb)